# Reprezentacja Bułgarii w piłce nożnej kobiet
Reprezentacja Bułgarii w piłce nożnej kobiet – oficjalna drużyna reprezentująca Bułgarię w rozgrywkach piłki nożnej kobiet. Większość zawodniczek występujących w kadrze wywodzi się z klubu FK NSA Sofia. Kapitanem drużyny jest Elena Peewa.

## Igrzyska olimpijskie
- 1996 (nie zakwalifikowała się)
- 2000 (nie zakwalifikowała się)
- 2004 (nie zakwalifikowała się)
- 2008 (nie zakwalifikowała się)
- 2012 (nie zakwalifikowała się)
- 2016 (nie zakwalifikowała się)

## Mistrzostwa Świata
- 1995 (nie zakwalifikowała się)
- 1999 (nie zakwalifikowała się)
- 2003 (nie zakwalifikowała się)
- 2007 (nie zakwalifikowała się)
- 2011 (nie zakwalifikowała się)
- 2015 (nie zakwalifikowała się)

## Mistrzostwa Europy
- 1995 (nie zakwalifikowała się)
- 1997 (nie zakwalifikowała się)
- 2001 (nie zakwalifikowała się)
- 2005 (nie zakwalifikowała się)
- 2009 (nie zakwalifikowała się)
- 2013 (nie zakwalifikowała się)
- 2017 (nie zakwalifikowała się)